# Bodegas Gomara
Las Bodegas Gomara son una empresa vinícola española que produce vinos bajo la denominación de origen Málaga y forma parte de su consejo regulador. La sede de la empresa se encuentra en el distrito de Campanillas de la ciudad de Málaga.
Fundadas en 1963, las bodegas elaboran vinos tradicionales con las variedades Pedro Ximénez y Moscatel de Alejandría, entre los que se cuentan málagas dulces, moscatel, cream, trasañejo, pajarete, seco añejo y Lacrimae Christi.